# Romance (Fontaines D.C.)
| Recensione       | Giudizio |
| ---------------- | -------- |
| The Guardian     |          |
| The Irish Times  |          |
| Mojo             |          |
| NME              |          |
| Pitchfork        | 7.7/10   |
| Record Collector |          |
| Rolling Stone    |          |
| Uncut            | 8/10     |

Romance è il quarto album in studio del gruppo musicale irlandese Fontaines D.C.. Annunciato il 17 aprile 2024 assieme al primo singolo, "Starburster", è stato pubblicato il 23 agosto 2024.
Gli altri singoli pubblicati sono "Favourite", "Here's the Thing" e "In the Modern World". Si tratta del primo album pubblicato con XL Recordings, dopo che il gruppo ha lasciato la Partisan Records, ed è stato prodotto da James Ford.

## Descrizione
Grian Chatten ha detto a Mojo di avere deciso di allontanarsi dai temi centrati sull’Irlanda per questo album e che sarebbe stato difficile “suonare irlandesi” tentando di creare una visione futuristica e distopica chiamata Romance. Secondo Chatten, il processo di scrittura delle canzoni è stato, come sempre per il gruppo, un “processo costante” che è avvenuto durante il tour. La "forma spirituale" dell’album è dapprima emersa durante la composizione della canzone "In the Modern World". Egli ha paragonato tale processo a fare da colonna sonora a una città, della quale alla fine ha compreso “il colore e l’anno e l’atmosfera e la temperatura". L’album è stato influenzato da diversi luoghi, oltre che da “alcune atmosfere in dati orari", tra cui Tokyo. Chatten ha affermato: "Scriviamo molto basandoci su riferimenti visuali più che musicali. È più semplice essere originali." L'album è stato ispirato dai manga giapponesi e dal cinema italiano. L’album è stato prodotto da James Ford. Il batterista Tom Coll ha affermato che Romance è stato, in un certo modo, come il primo album in studio mai registrato dalla band, allontanandosi dal loro vecchio proposito: “ se non possiamo suonarlo dal vivo, non lo facciamo”.
"Horseness Is the Whatness" è stata scritta dal chitarrista Carlos O'Connell e il titolo proviene da Ulisse. Il testo di "Here's the Thing" si basa su una discussione tra Chatten e O'Connell mentre "In the Modern World" è stata ispirata dallo “sforzo di disilludersi” di Lana Del Rey'. "Favourite" aveva inizialmente dodici strofe scritte da Chatten ma fu accorciata a quattro dal resto della band. Inoltre, secondo Conor Curley, il fatto di essere la voce principale in "Sundowner" è avvenuto per caso.

## Influenze
Chatten, riluttante a discutere ogni influenza poetica nei suoi testi, ha rivelato di avere letto Dylan Thomas e Land Sickness di Nikolaj Schultz. Le influenze più semplici da riscontrare nel disco provengono dal cinema, con film come Sunset Boulevard e La grande bellezza. Il cielo sopra Berlino è stata un’altra influenza di Chatten.
Essere di supporto agli Arctic Monkeys nel loro tour nordamericano e osservare i Blur suonare a Wembley hanno ispirato Chatten, che ha affermato: "Non volevo scrivere una sorta di "Champagne Supernova", ma volevo fare qualcosa che fosse profondo all’interno e distante al di fuori"
"In the Modern World" è stata ispirata dalla “descrizione di un’emozione apocalittica” di Akira, con Chatten che ha affermato: "…Posso sentire gli edifici collassare." Conor Deegan ha menzionato i poeti beat in riferimento alle sue sensazioni sulla canzone: dicendo: "In quella canzone ho delle visioni di Sulla strada, Jack Kerouac che guida nel deserto in America, la macchina scassata degli anni 50, giusto? E si fermano in un motel per prendere alcune lattine di birra calde e l’aria condizionata non funziona. La ventola va a mezza velocità. Tutta quella merda."
Il nu-metal dei Korn ha ispirato il primo singolo "Starburster", con Chatten che prosegue dicendo che tale gruppo "lo spaventava a morte da bambino". Il chitarrista Carlos O'Connell ha commentato riguardo ai Korn: "erano ciò che amavo quando avevo 14 anni, poi ho smesso di ascoltarli per anni e ora li amo nuovamente". Anche i contemporanei dei Korn, Deftones e Alice in Chains, hanno funto da ispirazione per O'Connell.
'Favourite', con il suo incedere malinconico e tintinnante, è stata paragonata a "Why Don't You Find Out for Yourself" di Morrissey.
Il video musicale a tema horror del singolo "Here's the Thing" ha attratto paragoni con i film The Lost Boys (1987) e Phenomena (1985). È stato diretto da Luna Carmoon, che ha confermato l’influenza di Phenomena.
Conor Curley durante la lavorazione dell’album si è anche trovato ad ascoltare i Massive Attack e i Portishead, oltre che "Freedom Fighter" dei Bowery Electric – sentendosi ispirato da musica che già considerava "un classico".

## Accoglienza
Keith Cameron di Mojo ha assegnato 4 stelle su 5, affermando: "Ispirato dai manga giapponesi e dal cinema italiano, il quintetto irlandese cerca la verità in un mondo andato alla rovescia." Cameron prosegue: "La più convenzionalmente arrangiata Bug vede [Grian] infilare parole come un pavimento mobile tassellato [...]. Con la vicinanza della musica a "There Is a Light That Never Goes Out", sembra che proprio come gli Smiths, questa sia una band con un vocabolario fresco e un suo codice di comportamento."
Shaun Curran, di Record Collector, ha assegnato anch'egli 4 stelle su 5, concludendo, "È sorprendente pensare a come i Fontaines D.C. abbiano viaggiato creativamente in cinque anni, attraverso una vivida, agitata immaginazione senza riposo e il coraggio di provare cose nuove." Curran ha decretato "Favourite" come miglior canzone dell'album, descrivendola come un pezzo estivo dove lo shoegaze incontra i Cure.
Tony Clayton di The Irish Times ha dato al disco 4.5 stelle su 5, dicendo dell'evoluzione del gruppo nell'album: "Vengono quasi del tutto rimosse "Boys in the Better Land", "Liberty Belle", "Too Real" e "Big" di Dogrel, ma i Fontaines DC chiedono giustamente qual è il senso di chiedere il permesso di evolvere." L'ultima canzone, "Favourite", viene anche da Clayton nominata la migliore dell'album, affermando si tratti di "irresistibili chitarre e, forse, un'anticipazione di quello che potrebbe essere il quinto album".
Alexis Petridis, capo-critico della sezione rock e pop del Guardian, ha nominato il lavoro "album della settimana" - assegnandogli 5 stelle su 5 - e sintetizzando il suo impatto con: Romance è più diretto di qualsiasi album dei Fontaines D.C. finora – si può facilmente immaginare "Desire" scatenare un immenso cantato di gruppo nella folla. Ciò non sacrifica tuttavia la potenza della band nel processo: in modo emozionante, porta ancora le stesse qualità sporche, logore e aggressive del loro lavoro precedente."
NME ha dato all'album cinque stelle, definendolo: "un album che porta con sé la devastante dualità del suo titolo." Romance viene definito "il lavoro più intricato e più curato pubblicato dalla band finora".

## Tracce
Testi di Grian Chatten, Conor Curley, Carlos O'Connell, Conor Deegan e Tom Coll, eccetto dove indicato.
1. Romance – 2:33
2. Starburster – 3:41
3. Here's the Thing – 2:43
4. Desire – 3:39
5. In the Modern World – 4:26
6. Bug – 3:02
7. Motorcycle Boy – 3:42
8. Sundowner – 3:25 (testo: Conor Curley)
9. Horseness Is the Whatness – 3:07 (testo: Carlos O'Connell)
10. Death Kink – 2:23
11. Favourite – 4:16

## Formazione
Hanno partecipato alle registrazioni:
Gruppo
- Grian Chatten – voce (eccetto traccia 8), piano, chitarra (tracce 5, 7, 10, 11)
- Conor Deegan III – basso, seconda voce, co-voce principale (5)
- Carlos O'Connell – chitarre, mellotron (tracce 1, 2, 5, 8, 9), cori (tracce 4, 7, 11)
- Conor Curley – chitarra; basso (traccia 1), voce (traccia 8), cori (tracce 1–8, 10–11)
- Tom Coll – batteria, percussioni, chitarra (traccia 9)

## Classifiche

### Classifiche settimanali
| Classifica (2024-25) | Posizione massima |
| -------------------- | ----------------- |
| Australia            | 6                 |
| Austria              | 7                 |
| Belgio (Fiandre)     | 2                 |
| Belgio (Vallonia)    | 2                 |
| Croazia              | 1                 |
| Danimarca            | 23                |
| Finlandia            | 32                |
| Germania             | 6                 |
| Irlanda              | 2                 |
| Italia               | 8                 |
| Lituania             | 48                |
| Nuova Zelanda        | 5                 |
| Paesi Bassi          | 2                 |
| Portogallo           | 4                 |
| Regno Unito          | 2                 |
| Svezia               | 3                 |
| Svizzera             | 3                 |

### Classifiche di fine anno
| Classifica (2024) | Posizione |
| ----------------- | --------- |
| Portogallo        | 142       |